# Majek Fashek
 (juin 2020).
Si vous disposez d'ouvrages ou d'articles de référence ou si vous connaissez des sites web de qualité traitant du thème abordé ici, merci de compléter l'article en donnant les références utiles à sa vérifiabilité et en les liant à la section « Notes et références ».
Majek Fashek, Majekodumni Fasheke de son vrai nom, est un guitariste et chanteur de reggae africain né à Benin City au Nigeria et mort le 1er juin 2020 à New York (États-Unis).

## Biographie
Majek Fashek est connu pour avoir repris Hotel California, la célèbre chanson du groupe The Eagles.

## Albums
- 1991 - Spirit of Love
- 1993 - Prisoner of Conscience
- 1994 - Best Of Majek Fashek
- 1997 - Rainmaker
- 2005 - Little Patience